# Monastère des Antonins et moulin de Pondaurat
Le monastère des Antonins et son moulin sont un ensemble de bâtiments à vocation conventuelle catholique situés dans le département français de la Gironde, sur la commune de Pondaurat, en France.

## Localisation
Le monastère et le moulin se trouvent dans le cœur du village, de part et d'autre de l'église Saint-Antoine, sur le côté est de la route départementale D12 qui mène, vers le sud, à Savignac.

## Historique
À la fin du XIIIe siècle, une commanderie est fondée par les moines anachorètes de l'ordre de Saint Antoine, les Antonins, sur la voie limousine du pèlerinage de Saint-Jacques-de-Compostelle. Cette commanderie fortifiée comporte l'église conventuelle Saint-Antoine, le monastère, un moulin et un presbytère, tous situés à proximité du pont péager qui franchit la Bassanne. L'ensemble devient, par la suite, propriété de l'ordre de Malte puis, à la Révolution, la commanderie et le moulin sont vendus comme biens nationaux, l'église restant propriété de l'état et donc de la commune.

L'inscription du monastère au titre des monuments historiques a été faite par arrêté du 12 juillet 1990 ; l'inscription du moulin a été ajoutée le 30 novembre 1990.

L'ensemble des bâtiments du monastère sont devenus une exploitation viticole et le moulin une demeure privée. 
Le monastère était une étape du pèlerinage de Saint-Jacques-de-Compostelle, sur le chemin dit Via Lemovicensis, entre Puybarban et Savignac.

## Notes et références

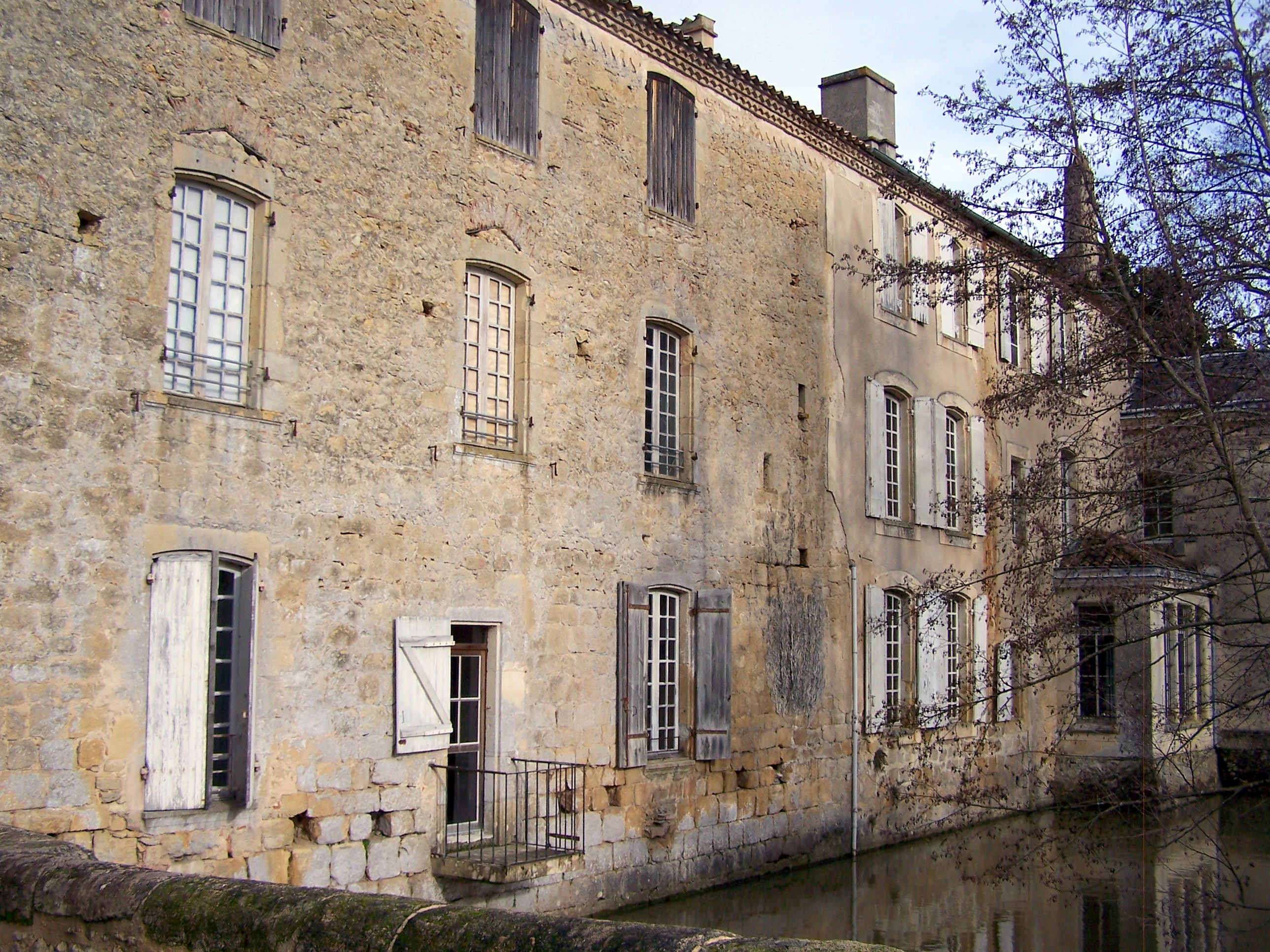
Depuis le pont de la Bassanne : à gauche trois fenêtres du presbytère, à droite façade sud du monastère (déc. 2009)
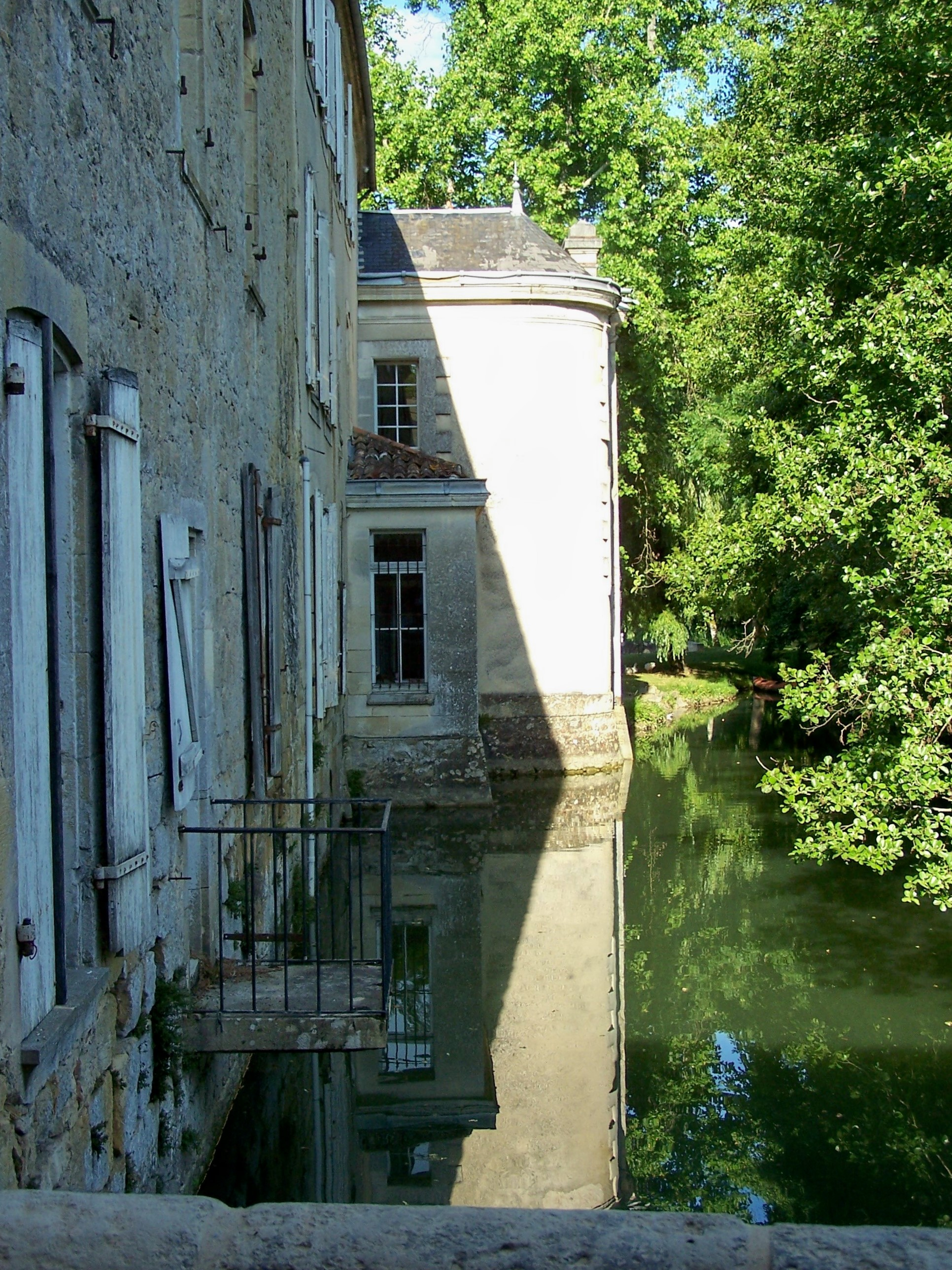
Façade sud de l'ensemble presbytère et monastère (juin 2009)
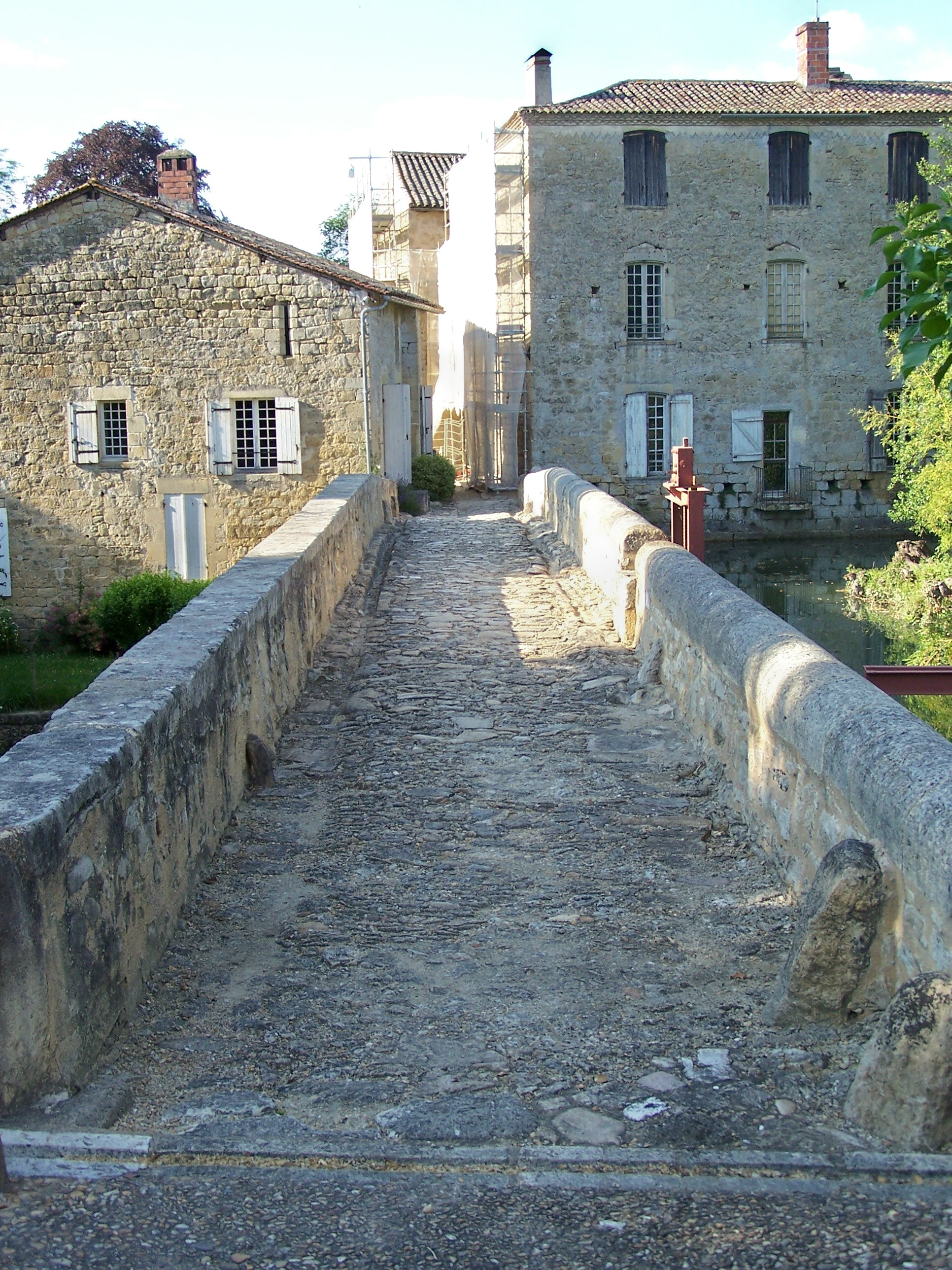
De part et d'autre du pont sur la Bassanne, moulin à gauche et presbytère à droite (juin 2009)